# 向夜晚奔去
〈向夜晚奔去〉（日语： yoru ni kakeru ?）是日本雙人音樂組合YOASOBI的第一首單曲，於2019年12月15日由DefSTAR RECORDS發行。此曲是monogatary.com「將小說音樂化」企劃的第一部作品，以星野舞夜所著的小說《桑納托斯的誘惑》為原型創作。該曲是2020年日本最熱門的歌曲之一，不僅獲得《日本公告牌》百強單曲榜年度冠軍，還登上第71回NHK紅白歌合戰。截至2025年5月，歌曲以十二億次的串流成績成为日本历史流媒体播放量最高的歌曲。

## 製作與背景
〈向夜晚奔去〉由Ayase創作，ikura演唱。是首時長4分21秒，每分鐘130拍的降E大調日本流行音樂。〈向夜晚奔去〉是以星野舞夜所著小說《桑納托斯的誘惑》為原型創作。該小說於2019年7月13日在由雙葉社和索尼音樂娛樂合作營運的小說連載網站monogatary.com上發佈。 
小說標題中的「桑納托斯」在希臘神話中的意思是「收割者」，心理學家弗洛伊德曾以此詞借代死神，而「桑納托斯的誘惑」則可理解成自殺。

## 發行
歌曲於2019年11月16日首度在YouTube公開，12月15日開放串流與數位下載。2020年末，YOASOBI受邀參加NHK《第71回NHK紅白歌合戰》，這是組合首次現場表演與電視表演，成員接受訪談表示這是他們一直以來的夢想。在紅白歌合戰後，組合受邀出演TBS節目《COUNT DOWN TV》和朝日電視台節目《Music Station》。
2021年7月2日，歌曲的英文版本〈Into the Night〉於Ayase的YouTube頻道上發布。

## 商業成績
歌曲起初發行時，並沒有獲得廣泛反響，但隨著歌曲在Youtube等平台越來越受歡迎，〈向夜晚奔去〉打入日本Spotify的每周「熱播50強」排行榜、《COUNT DOWN TV》每周排行榜和LINE MUSIC的每月排行榜（2020年4月）的第一名。 
在2020年6月1日，歌曲成功登上Oricon公信榜單曲合算週榜和《日本公告牌》百強單曲榜冠軍。此後開始獲得媒體關注，其音乐视频的觀看次數急劇增加。〈向夜晚奔去〉的表現亮眼，成功在《日本公告牌》的「日本百強單曲榜」、「下載歌曲」和「串流播放歌曲」三個週榜均連續3週獲得第一名，亦於Oricon公信榜和COUNT DOWN TV單曲排名連續3週獲得每周播放量第1位。
2021年1月30日，〈向夜晚奔去〉于《公告牌》全球二百强單曲榜第16名（美國以外地區則為第6名）。
〈向夜晚奔去〉是2020年日本最熱門的單曲。獲得《日本公告牌》百強單曲榜2020年度冠軍，成為創榜以來唯一一首沒有發行CD的年度最佳歌曲。

## 音樂錄影帶
此曲的音樂錄影帶（MV）於2019年11月16日在YOASOBI成員Ayase的YouTube頻道上發布。發布7個月，影片觀看次數達到1千萬，截至2021年2月9日，其點擊數已達1.61億次。MV的動畫由東京藝術大學學生藍にいな製作。
2020年5月15日，ikura於YouTube上載了於家中用原始設備清唱的版本。
由於MV中出現疑似自殺情節，YouTube將其認定為「內容不當或令某些觀眾反感」的影片。

## 現場演唱
2021年7月4日，YOASOBI在線上演唱會《SING YOUR WORLD》演唱此曲，此曲為第八首演唱的曲子。

## 收錄歌曲
| 數位下載 | 數位下載   | 數位下載 | 數位下載 | 數位下載 |
| 曲序     | 曲目       | 词曲     | 编曲     | 时长     |
| -------- | ---------- | -------- | -------- | -------- |
| 1.       | 夜に駆ける | Ayase    | Ayase    | 4:21     |
| 总时长： | 总时长：   | 总时长： | 总时长： | 4:21     |

| 數位下載 | 數位下載                         | 數位下載    | 數位下載 | 數位下載 |
| 曲序     | 曲目                             |             | 编曲     | 时长     |
| -------- | -------------------------------- | ----------- | -------- | -------- |
| 1.       | Into the Night (English Version) | Konnie Aoki | Ayase    | 4:21     |
| 总时长： | 总时长：                         | 总时长：    | 总时长： | 4:21     |